# 1639 год в России
Царствование: 1613—1645 — Михаила Фёдоровича

## События
- 1637—1642 — Азовское сидение[1].
- 10 января — смерть пятилетнего царевича Иоанна (1633—1639), второго сына |царя[2].
- 14 марта — рождение царевича Василия; не прожил и недели.
- Царь Кахетии Теймураз I присягнул русскому царю[3].
- Самара подверглась нападению калмыков[4].
- Пешие казаки во главе с Иваном Москвитиным достигли Охотского моря и Сахалинского залива[3].
- 1639—1640 — землепроходец Москвитин И.Ю. прошёл 1300 км. по западному и южному побережью Охотского моря, положив начало русскому мореходству на Тихом океане. Он обнаружил Удскую губу, часть Шантарских островов, Сахалинский залив, Амурский лиман и устье Амура став первооткрывателем русского Дальнего Востока[5].
- Местничество: Шубинский Иван Юрьевич, Маракушев Борис, Третьяков Богдан против городовые дворяне угличане[6].

## Города и поселения
- Между Изюмским и Муравским шляхами построен г. Чугуев, который был включён в Белгородскую засечную черту[7].
- В окрестностях зимовья (со. г. Усть-Кут) Хабаров Ерофей Павлович построил солеварню (позднее солеварный завод)[8].
- От пожара сильно пострадала крепость Терки[9].
- Впервые упомянута деревня Алапаиха (сов. г. Алапаевск)[10].

## Руководители приказов[11]
| Глава     | Приказ               | Ф,И,О главы                  | Примечания            |
| --------- | -------------------- | ---------------------------- | --------------------- |
| 1639-1640 | Судный приказ        | Дмитрий Михайлович Пожарский | Первый раз: 1634-1638 |
| 1622-1642 | Большой казны        | Черкасский Иван Борисович    | За исключением 1638   |
| 1622-1642 | Иноземский приказ    | Черкасский Иван Борисович    | За исключением 1638   |
| 1622-1642 | Стрелецкий приказ    | Черкасский Иван Борисович    | За исключением 1638   |
| 1630-1661 | Разрядный приказ     | Гавренёв Иван Афанасьевич    | Думный дьяк           |
| 1639-1641 | Печатный приказ      | Гавренёв Иван Афанасьевич    | Думный дьяк           |
| 1639-1645 | Владимирский судный  | Шереметев Иван Петрович      | Боярин                |
| 1639-1645 | Сбора ратных людей   | Шереметев Иван Петрович      | Боярин                |
| 1639      | Сбора даточный людей | Шереметев Иван Петрович      | Боярин                |
| 1638-1646 | Аптекарский приказ   | Шереметев Фёдор Иванович     | Боярин                |

## Воеводы[16]
| Года      | Город         | Ф,И,О воеводы                   | Примечания               |
| --------- | ------------- | ------------------------------- | ------------------------ |
| 1638-1639 | Алексин       | Заболоцкий Афанасий Сафонович   | В другом акте Богданович |
| Январь    | Арзамас       | Засецкой Василий Константинович |                          |
| 1638-1640 | Астрахань     | Сицкий Юрий Андреевич           | Боярин                   |
| 1638-1639 | Берёзов       | Францбеков Иван Андреевич       |                          |
| 1638-1639 | Болхов        | Волконский Иван Михайлович      |                          |
| 1636-1641 | Царёв-Борисов | Кокошкин Семён                  | Приказной                |
| 1636-1639 | Брянск        | Головин Иван Иванович           | Стольник                 |
| 1639-1640 | Брянск        | Мезецкой Фома Дмитриевич        | Стольник                 |
| 1637-1641 | Бежецк        | Елецкий Василий Васильевич      |                          |
| 1638-1639 | Белгород      | Пожарский Пётр Дмитриевич       | Стольник                 |
| 1638-1640 | Белёв         | Колединский Юрий Васильевич     |                          |

## Родились
- Василий Михайлович (14 марта — 25 марта 1639) — царевич, десятый ребёнок и третий, младший сын Михаила Фёдоровича.
- 20 (30) марта — Мазепа Иван Степанович, гетман Левобережной Украины (1687-1708) и "обоих берегов Днепра" (1704-1709)[17].
- Голицын, Михаил Андреевич (1639—25 сентября [5 октября] 1687, Белгород) — боярин и воевода.
- Игнатий (Римский-Корсаков) ок. 1639 — 13 мая 1701, Москва) — митрополит Сибирский и Тобольский, стольник царя Алексея Михайловича, писатель и публицист.
- Пыжов, Потап Клементьевич (1639 — 18 ноября 1703) — государственный и военный деятель.

## Умерли
- Буйносов-Ростовский, Иван Петрович (ум. 1639) — стольник, стряпчий, кравчий и воевода.
- Василий Михайлович (14 марта — 25 марта 1639) — младший царевич, сын Евдокии Стрешневой.
- Годунов, Матвей Михайлович (ум. 1639) — стольник, окольничий, затем боярин и воевода[18].
- Иван Михайлович (2 [12] июня 1633 — 10 [20] января 1639) — царевич, сын Евдокии Стрешневой.
- Лобанов-Ростовский, Иван Иванович Козий Рог (ум. 30 июля 1639) — военный и государственный деятель, полковой воевода.
- Строганов, Пётр Семёнович (16 января 1583 — 24 марта 1639) — крупный купец, промышленник и землевладелец.
- Урусов, Пётр Арсланович (ум. в мае 1639, Бахчисарай) — ногайский мурза, убивший Лжедмитрия II.